# The Right That Failed
The Right That Failed è un film muto del 1922 diretto da Bayard Veiller. La sceneggiatura di Lenore Coffee si basa sull'omonimo racconto di John Phillips Marquand apparso poi nel suo Four of a Kind, pubblicato a New York nel 1923. Prodotto e distribuito dalla Metro Pictures Corporation, il film aveva come interpreti Bert Lytell, Virginia Valli, DeWitt Jennings, Philo McCullough, Otis Harlan, Max Davidson.

## Trama
A New York, in un incontro di pugilato che fa scalpore, il campione dei pesi leggeri John Duffey mette fuori combattimento il suo avversario, Kid Reagan, riportando però la frattura del polso. Il medico, allora, gli ordina di prendersi qualche mese di riposo. Lui ne approfitta per filarsela e andare tutto solo in vacanza a Craigmoor, una località alla moda, dove potrà incontrare Constance Talbot, una ragazza della buona società che ha conosciuto per caso e che ignora che lui è un pugile. John entra subito nelle grazie di papà Talbot, il quale, invece, apprezza molto poco Roy Van Twiller, il fidanzato della figlia. Il giovane Van Twiller, un elegante bellimbusto, avendo però riconosciuto John, avvisa suo padre, il suo manager e lo sfidante del luogo dove si trova il pugile scomparso. Il terzetto si presenta a Craigmoor, alla sua ricerca, ma Talbot nega di averlo mai visto. John, che non intende fargliela passare liscia, mette KO Roy finendo però per rompersi la mano. Facendo la sua proposta a Constance, le confessa di non essere proprio quello che si può definire un "signorino", ma sia lei che i suoi accettano volentieri che lui entri a fare parte della loro famiglia.

## Produzione
Il film fu prodotto dalla Metro Pictures Corporation.

## Distribuzione
Il copyright del film, richiesto dalla Metro Pictures, fu registrato il 27 febbraio 1922 con il numero LP17688.

Distribuito dalla Metro Pictures Corporation, il film uscì nelle sale statunitensi il 20 febbraio 1922. Nel Regno Unito, venne distribuito dalla Jury Imperial Pictures.
Non si conoscono copie ancora esistenti della pellicola che viene considerata presumibilmente perduta.